# Zee Edgell
Zelma Inez Edgell, mais conhecida como Zee Edgell, MBE (21 de outubro de 1940 - 20 de dezembro de 2020), foi uma escritora estadunidense nascida em Belize que publicou quatro romances. Ela se aposentou como professora titular titular de inglês na Kent State University .

## Biografia
Zelma Inez Tucker nasceu em 21 de outubro de 1940 na cidade de Belize, Honduras britânica (atual Belize), filha de Veronica (nascida Walker) e Clive A. Tucker. Ela trabalhou como jornalista, primeiro trabalhando para o The Daily Gleaner na Jamaica em 1959, e depois servindo como editora fundadora do jornal The Reporter .
Ela também viveu por longos períodos em lugares tão diversos como Jamaica, Nigéria, Afeganistão, Bangladesh e Somália, trabalhando com organizações de desenvolvimento e a ONG Peace Corps . Ela foi diretora de assuntos femininos do governo de Belize, professora da antiga University College of Belize (precursora da University of Belize ) e professora associada no departamento de inglês da Kent State University, Kent, Ohio, Estados Unidos, de 1993 até 2009, onde ensinou escrita criativa e literatura. Edgell também viajou internacionalmente, lendo seus livros em lançamentos e produzindo artigos sobre a história e a literatura de Belize. Ela é considerada a mais famosa escritora contemporânea de Belize.

## Livros
O romance de estreia de Edgell, Beka Lamb, publicado em 1982, detalha os primeiros anos do movimento nacionalista nas Honduras britânicas do ponto de vista de uma adolescente que cursava o ensino médio na colônia. Publicado um ano depois que Belize se tornou independente, Beka Lamb foi o primeiro romance a ser publicado na nova nação, e com isso reivindicou a distinção de ser o primeiro romance de Belize a ganhar um p[ublico internacional, ganhando o Fawcett Society Book Prize da Grã-Bretanha em 1982 (concedido anualmente a uma obra de ficção que contribua para a compreensão da posição da mulher na sociedade atual). Extratos de Beka Lamb apareceram em antologias como The Arnold Anthology of Post Colonial Literatures in English, editado por John Thieme (1996), Daughters of Africa, editado por Margaret Busby (1992), e Her True-True Name, editado por Elizabeth Wilson e Pamela Mordecai (1989).
Seu romance seguinte, In Times Like These (1991), retratou a turbulência da Belize quase independente do ponto de vista de outra protagonista feminina, desta vez uma adulta diretora de assuntos femininos (cargo que Edgell já ocupou).
The Festival of San Joaquin (1997), seu terceiro romance, contou a história de uma mulher acusada de assassinar seu marido. Em sua história, Edgell explora habilmente as camadas da complicada estratificação social e racial de Belize através das lentes de suas protagonistas femininas. O Festival de San Joaquin, foi reeditado pela Macmillan Caribbean em outubro de 2008.
O quarto romance de Edgell foi publicado pela Heinemann 's Caribbean Writers Series em janeiro de 2007. Os eventos de Time and the River se desenrolam durante o auge da escravidão em Belize. Ele se concentra na vida de uma jovem escrava, Leah Lawson, que se torna, por meio de um casamento, uma proprietária de escravos, tornando-se dona de seus próprios familiares. A história é contada tendo como pano de fundo a brutal escravidão florestal da época e as revoltas de escravos, verdadeiros momentos históricos da história do seu país. Edgell marcou o lançamento deste livro em Belize com aparições na University of Belize, Belmopan e na cidade de Belize.